# Ternan
Die Ternan ist eine Personen- und Autofähre der Strandfaraskip Landsins auf den Färöern.

## Geschichte
Die Fähre wurde unter der Baunummer 24 auf der Werft Torshavnar Skipasmidja in Tórshavn gebaut. Die Kiellegung fand im Juli 1978 statt. Die Fertigstellung des Schiffes erfolgte im Juni 1980.

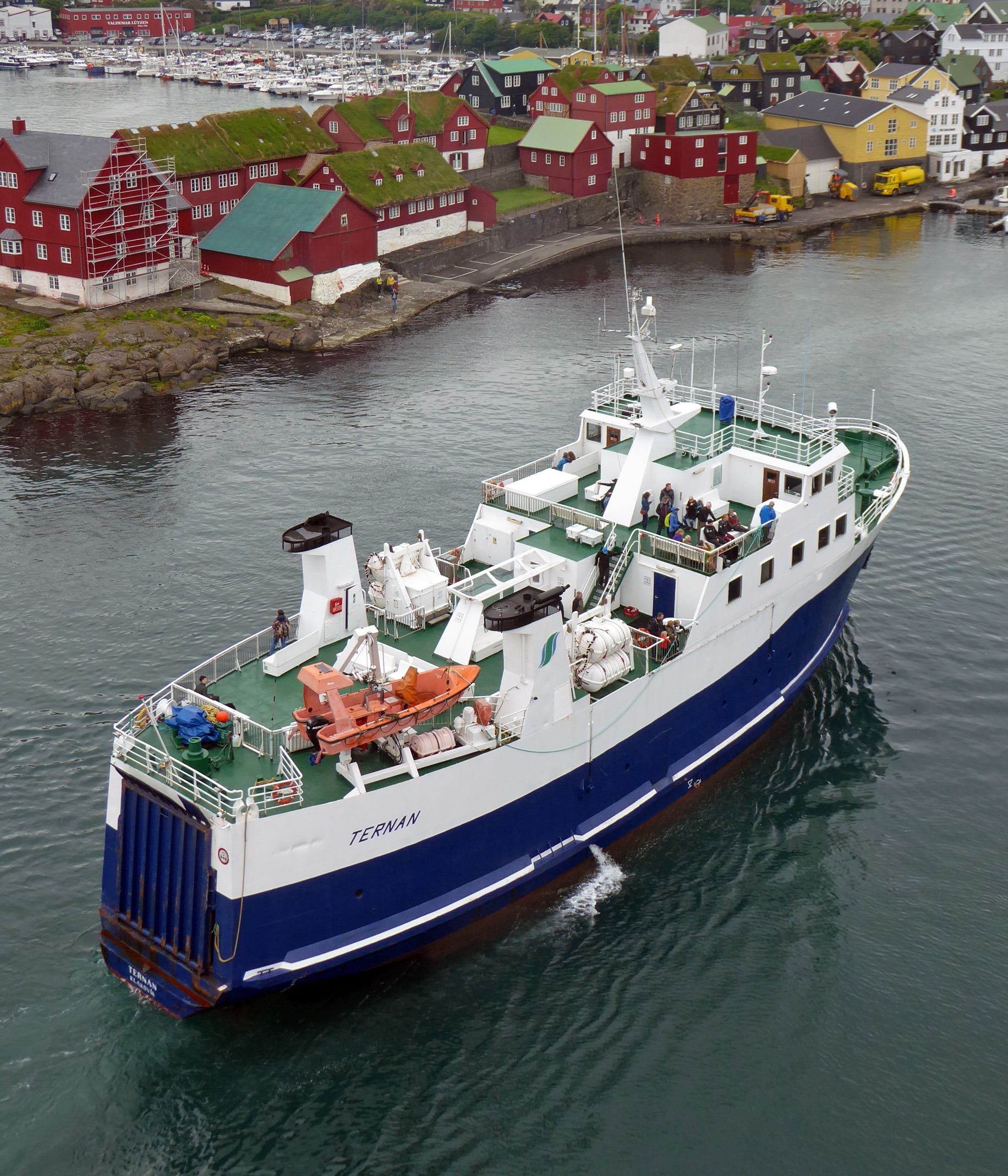
Ternan 2021 in Torshavn

 Die Ternan wurde vor Inbetriebnahme des Nordinselntunnels und des Vágartunnels für die Fährverbindungen zwischen Leirvík, Eysturoy und Klaksvík, Borðoy sowie zwischen Vestmanna, Streymoy und den Fähranleger Oyrargjógv, Slættanes, Vágar eingesetzt. 2010–2024 bediente sie die stark frequentierte Strecke von Tórshavn nach Nólsoy. Da die Ternan eine Autofähre ist, bestand damit die Möglichkeit, einen PKW mit auf die Insel zu nehmen – was allerdings mangels hinreichender Straßen wenig sinnvoll ist. Einheimische nutzen die Möglichkeit, um damit ihre Einkäufe zu transportieren. 2024 wurde sie auf dieser Strecke durch die ähnlich große, aber neuere Teistin abgelöst, die zuvor die nach Eröffnung des Sandoyartunnilin überflüssige Fährlinie 60 bediente. Seither bedient sie die zuvor ebenfalls von der Teistin bediente Fährlinie 61 Gamlarætt–Hestur.
Für die Ternan, die technisch nicht mehr im besten Zustand ist, war mit Stand 2015 eine neue Fähre in Planung, ebenfalls mit Autotransport.

## Routen und Fahrzeit
- Klaksvík – Leirvík (1980–1995)
- Vestmanna – Vágar (Fähranleger Oyrargjógv) (1995–2002)
- Gamlarætt – Skopun (2002–2010)
- Tórshavn – Nólsoy (2010–2024)
- Gamlarætt – Hestur (seit 2024), die Überfahrt auf der Route 61 dauert 20 Minuten.[5]

## Technische Daten
Das Schiff wird von zwei Viertakt-Sechszylinder-Dieselmotoren des Herstellers Deutz (Typ: SBV 6M 628) angetrieben. Die Motoren wirken über Untersetzungsgetriebe auf zwei Verstellpropeller. Das Schiff verfügt über ein von einem Deutz-Motor (Typ: SBA 8M 816) angetriebenes Bugstrahlruder. Für die Stromversorgung stehen zwei Dieselgeneratoren zur Verfügung. Weiterhin wurde ein Notgenerator verbaut.